# Glashäger Brunnen
Die Glashäger Brunnen GmbH ist ein deutscher Mineralbrunnen-Betrieb aus Bad Doberan. Die Produkte werden unter dem Markennamen Glashäger angeboten.

## Geschichte
Der Name leitet sich vom Quellort in der Nähe des Dorfes Glashagen ab.
Die Geschichte des Glashäger Brunnens lässt sich bis ins Mittelalter zurückverfolgen. Bereits die Mönche des Doberaner Zisterzienser-Klosters schätzten das Wasser im Glashäger Quellental. Die kommerzielle Erschließung des Brunnens erfolgte 1908. Hans von Blücher gründete die Gesellschaft Mineralquelle Glashagen GmbH. Mit der Erhebung zum Markenzeichen vom kaiserlichen Patentamt im Jahr 1910 wurde der Grundstein zur Entwicklung zum Markenartikel gelegt. 1939 wurde aus der GmbH eine Kommanditgesellschaft und Gerolsteiner beteiligte sich am Unternehmen.  Nach der deutschen Teilung wurde das Unternehmen 1950 enteignet, verstaatlicht und Teil der VEB Rostocker Brauerei. Später wurde Glashäger Teil des VEB Getränkekombinat Hanseat und ab 1987 dann Teil des VEB Greifenquell Rostock. Es entwickelte sich, nach Margon, zum zweitgrößten Brunnenbetrieb der DDR. Nach der Wende wurde der Brunnen privatisiert und Rainer Hofstätter als Geschäftsführer eingesetzt. 1990 wurde Glashäger wieder Teil von Gerolsteiner, ging 2003 an Brau und Brunnen aus Dortmund und wurde nach deren Insolvenz 2004 vom Oetker Konzern übernommen und in die Radeberger-Gruppe integriert. Seit 2005 gehört Glashäger zur Hassia Unternehmensgruppe. Im Zuge der Übernahme der so genannten „Wüllner-Gruppe“ um die Carolinen Brunnen GmbH & Co. KG durch die Hassia-Gruppe im Jahr 2020 wurde der zweitgrößte Markenanbieter für Mineralwasser in Mecklenburg-Vorpommern, Güstrower Schlossquell, ebenfalls Teil des Bad Vilbeler Familienunternehmens. Ein Kauf des Güstrower Traditionsunternehmens durch den Glashäger Brunnen oder gar eine Fusion der Betriebe, wie mehr als drei Jahre nach der Übernahme durch die HassiaGruppe von der Ostsee-Zeitung berichtet, fand jedoch nicht statt. 2021 wurden von Glashäger 53,3 Mio. Liter alkoholfreie Getränke verkauft. Den Großteil davon machte Mineralwasser aus, was laut eigenen Angaben die Marktführerschaft in Mecklenburg-Vorpommern bedeutete.

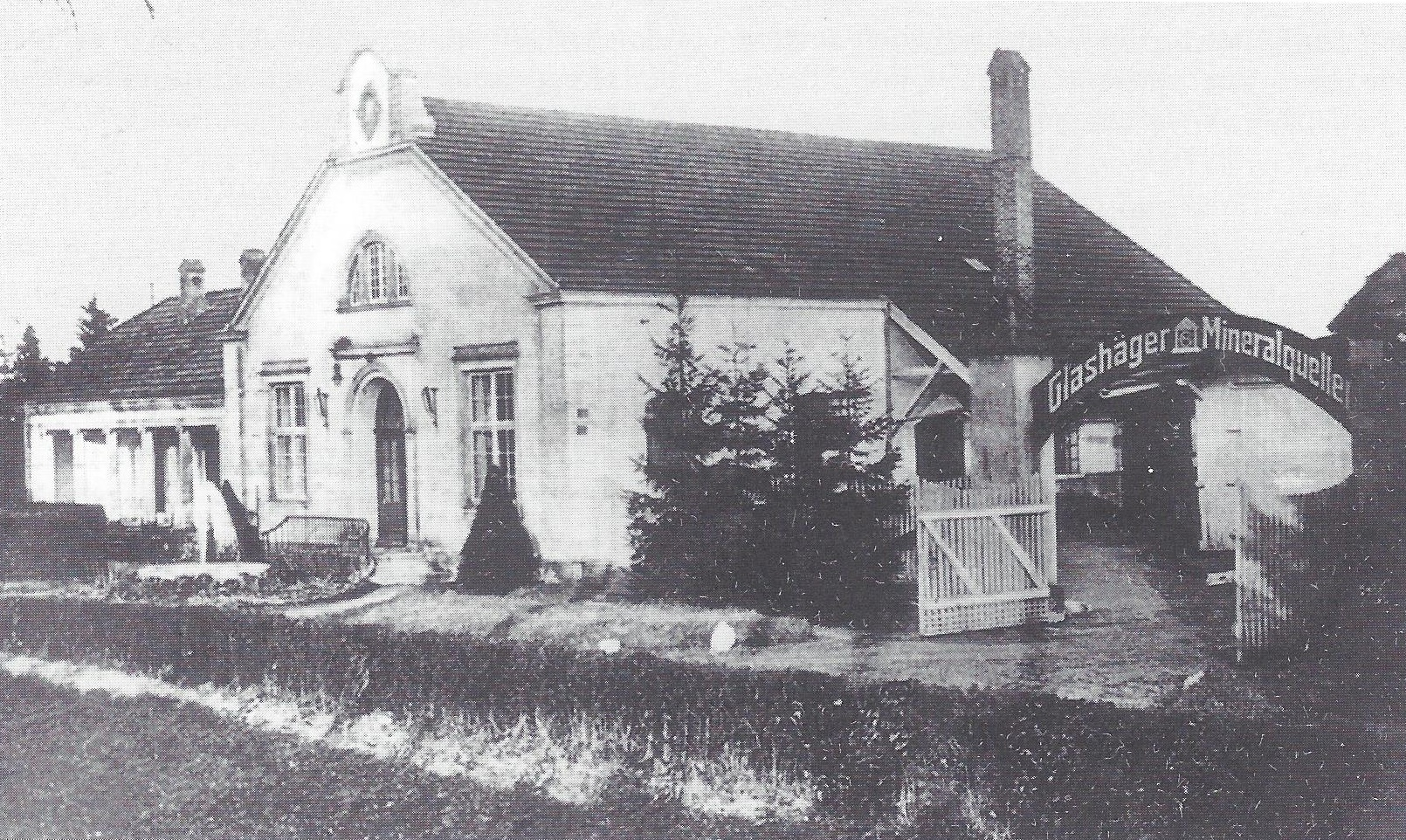
Glashäger Mineralquellen
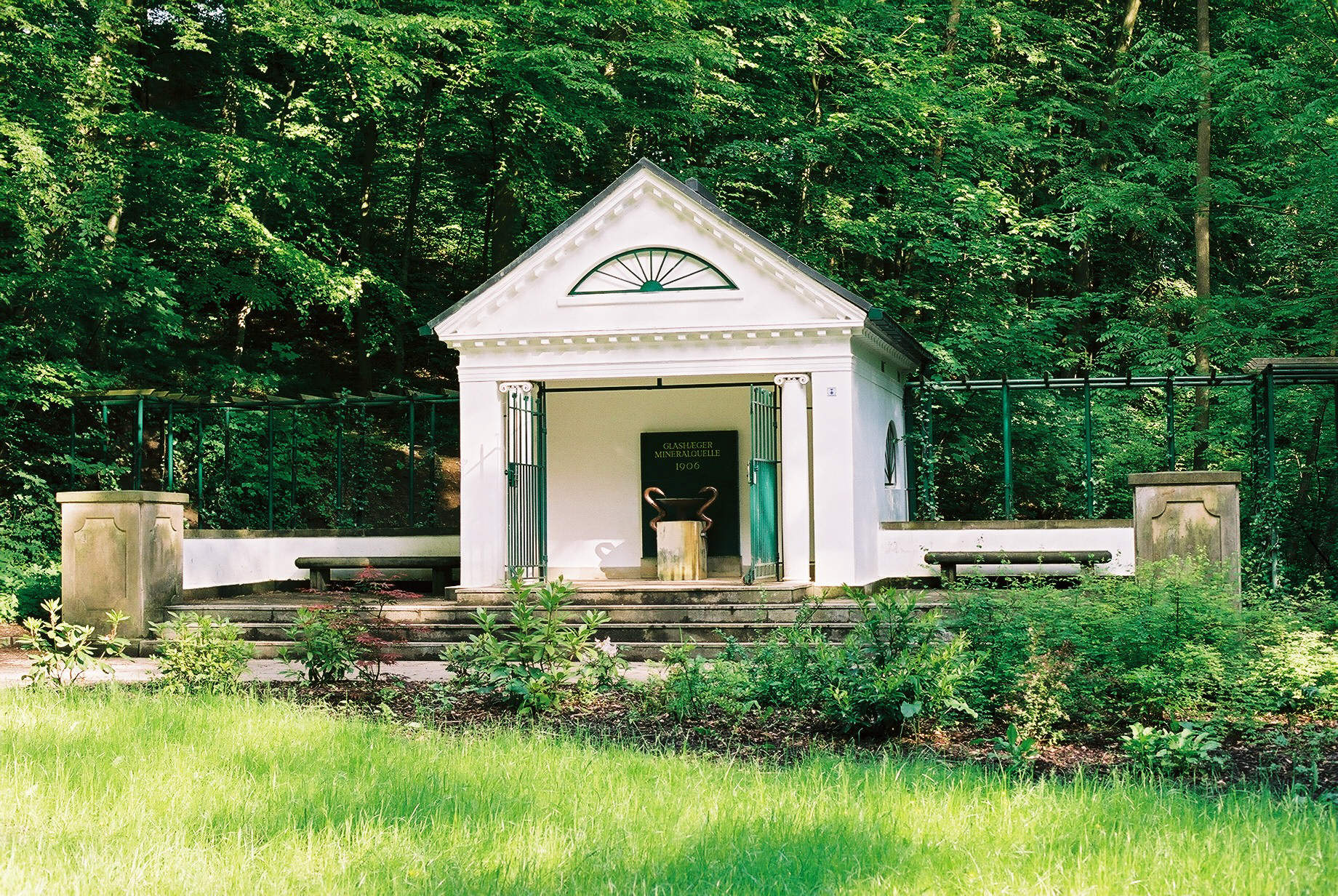
Quelltempel bei Glashagen
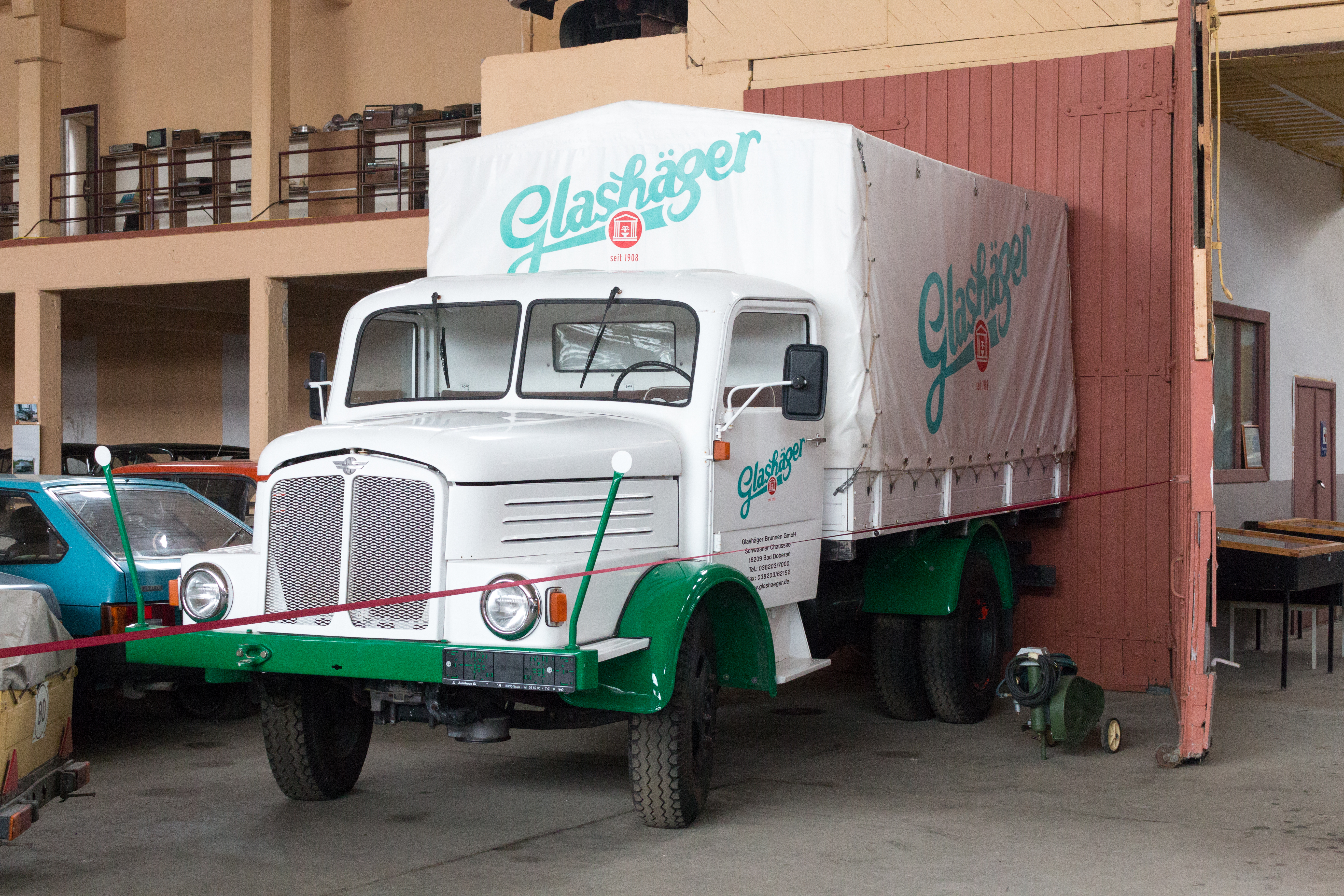
Historisches Lieferfahrzeug
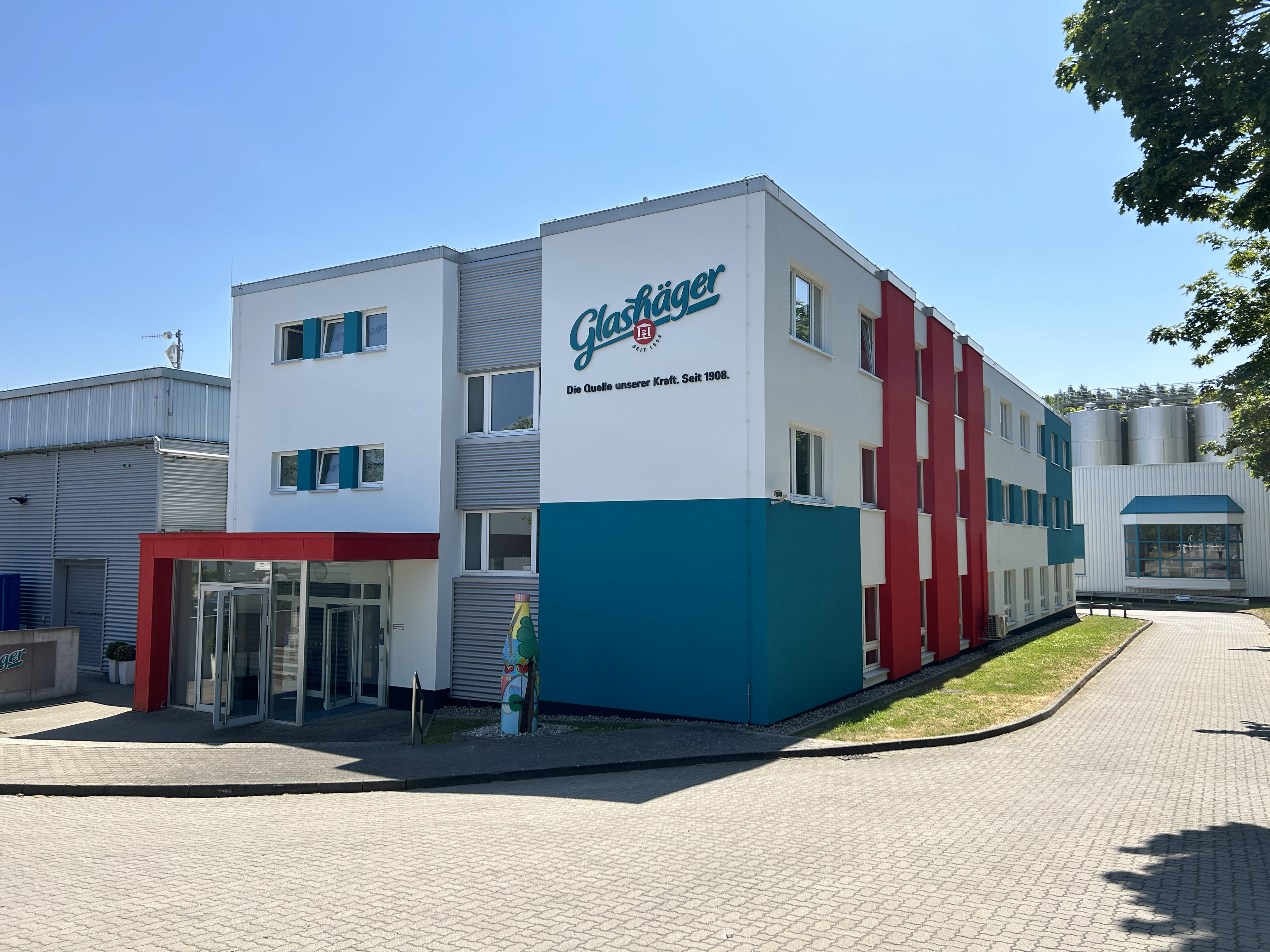
Glashäger Verwaltungs- und Sozialgebäude 2023